# 32 Geminorum
32 Geminorum är en misstänkt variabel, i stjärnbilden Tvillingarna.
32 Geminorum har visuell magnitud +6,4 och varierar utan fastställd amplitud eller periodicitet. Den befinner sig på ett avstånd av ungefär 2860 ljusår.